# Diego Ifrán
Diego Ifrán Sala[carece de fontes?](Cerro Chato, 8 de junho de 1987) é um futebolista uruguaio que atua como atacante. Atualmente, joga pelo Peñarol.

## Títulos
Peñarol
- Torneio Apertura: 2015
- Campeonato Uruguaio: 2015–16